# Elze
Elze – miasto w Niemczech, w kraju związkowym Dolna Saksonia, w powiecie Hildesheim. Elze leży nad rzeką Leine.

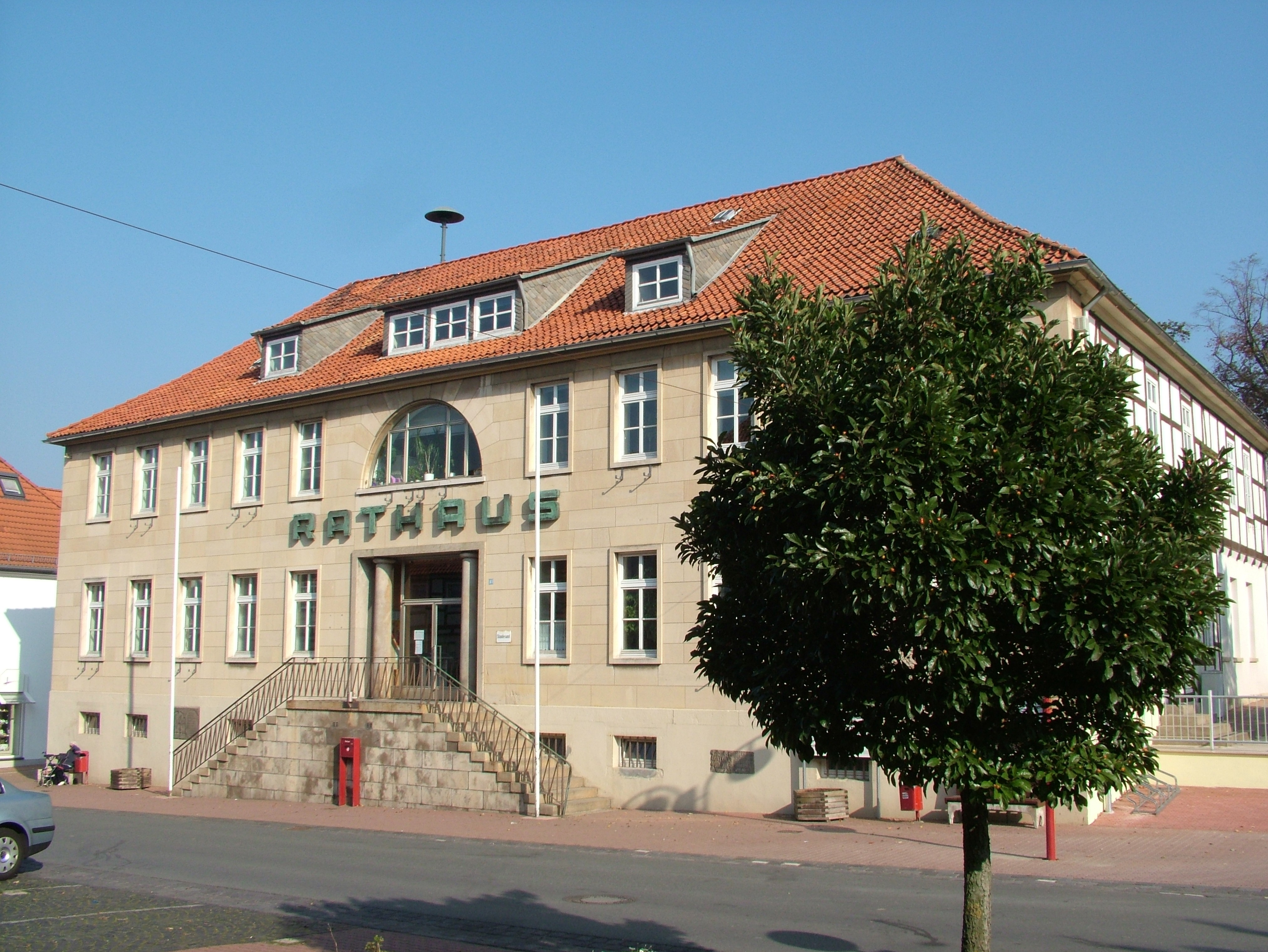
Ratusz

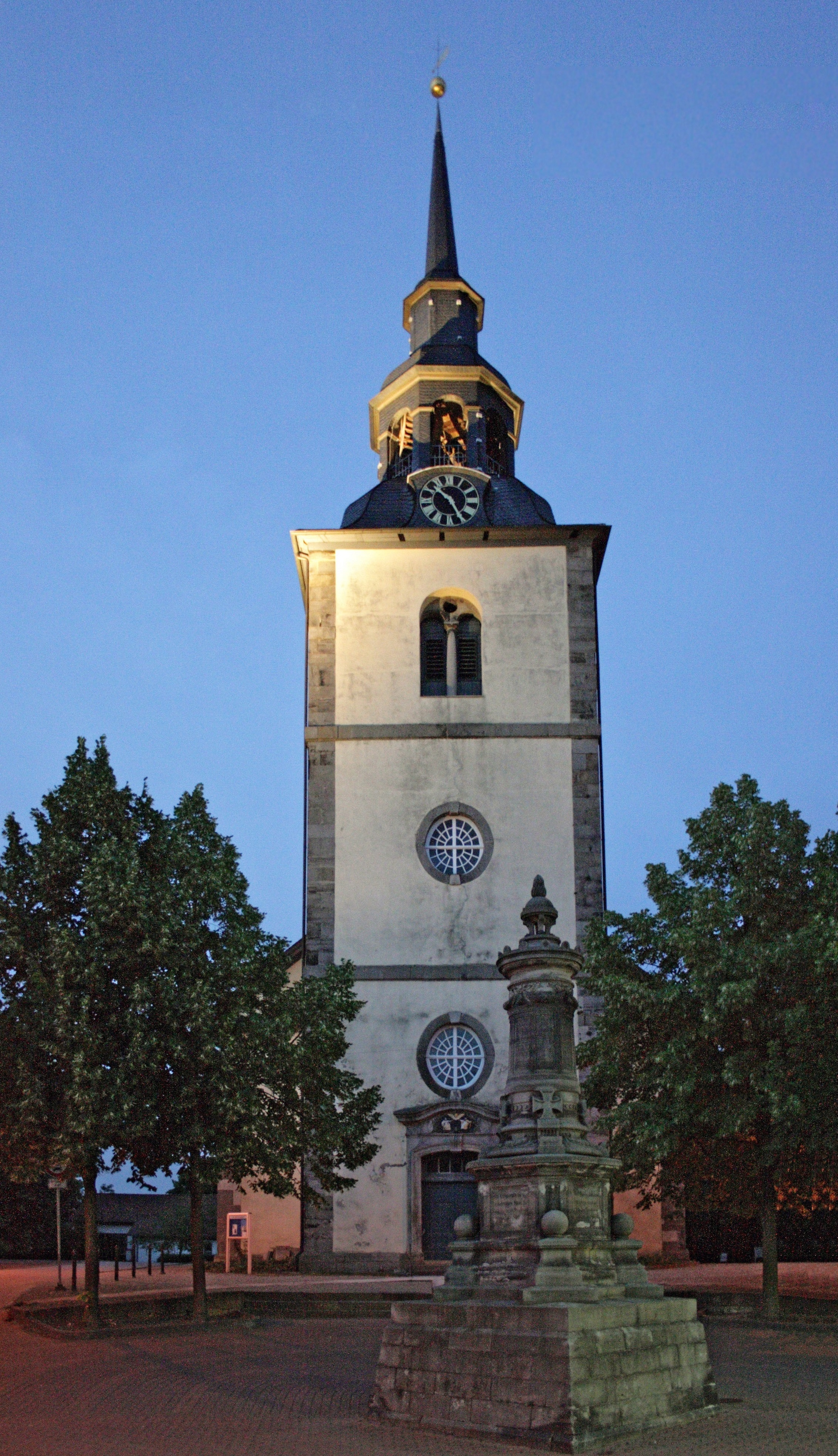
Kościół św. Piotra i Pawła (Peter-und-Paul-Kirche)